# Comité Nacional de Acción Conjunta
El Comité Nacional de Acción Conjunta (en inglés: National Join Action Comitee) abreviado como NJAC, es un partido político de Trinidad y Tobago, de carácter nacionalista negro e izquierdista. Fue fundado en 1969 por Makandal Daaga (entonces conocido como Geddes Granger), uno de los líderes de la Revolución del Poder Negro de 1971 que no estaba satisfecho con el hecho de que la mayoría de las empresas en Trinidad en ese momento eran propiedad de la minoría blanca.
El partido disputó por primera vez las elecciones nacionales en 1981, cuando recibió el 3.32% de los votos, pero no logró ganar un escaño. En las elecciones de 1986, el porcentaje de votos del partido se redujo al 1.5% y permaneció sin representación. En las elecciones de 1991 recibió solo el 1.11% de los votos y nuevamente no logró ganar un escaño.
El NJAC no ha disputado una elección nacional desde entonces, pero permanece activo y fue parte de la alianza victoriosa Asociación Popular (PP), con otros partidos de centroizquierda e izquierda, para las elecciones generales de 2010. En octubre de 2013, el partido impugnó la Corporación Regional de Point Fortin dentro de la alianza PP y perdió todos los escaños. En las elecciones de 2015, disputó tres escaños dentro de la alianza, pero recibió solo el 0.79% de los votos nacionales y sus tres candidaturas fueron derrotadas.